# Letališče Helsinki-Malmi
Letališče Helsinki-Malmi je letališče na Finskem, ki primarno oskrbuje Helsinke.